# Medicine Show

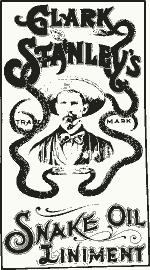
Clark Stanley's Snake Oil

Medicine Shows (dt. etwa Medizinschau) waren mit Pferdekutschen umherreisende Händler, die den Verkauf von Wundermitteln und anderen Produkten im Rahmen von Unterhaltungsprogrammen betrieben. Diese Form von Verkaufsveranstaltungen war vor allem in den USA des 19. Jahrhunderts populär.
Meist wurde auf Medizinshows Elixiere (Schlangenöl) angeboten, die gegen alle möglichen Gebrechen helfen sollten. Das Unterhaltungsprogramm konnte musikalische Darbietungen, Zaubervorführungen, akrobatische Nummern, einen Flohzirkus, eine Freak Show und Ähnliches enthalten.
Eine der letzten und zugleich größten Medizinshows war der Hadacol Caravan, der in den 1940er Jahren durch den Süden der USA zog, um das Mittel „Hadacol“ zu vermarkten. Zum Bühnenprogramm zählten namhafte Musik- und Hollywoodstars. Bis in die 1990er Jahre hinein reiste der Country-Musiker Ramblin’ Tommy Scott mit seiner Medicine Show durch die Staaten.
Etliche spätere Musikgruppen benannten sich im Stil der Medizinshows, darunter Dr. West's Medicine Show and Junk Band und Dr. Hook & the Medicine Show.